# U-5090
«U-5090», «S-90», «S-622» — надмалий підводних човнів типу XXVIIB («Зеєгунд»).

## Будівництво
Надмалий підводний човен «U-5090» був закладений на корабельні «Germaniawerft» в Кілі у 1944 році, під порядковим номером № 997. Спущений на воду 31 січня 1945 року, в лютому прийнята на озброєння Кріґсмаріне. 

## Історія служби
Після прийняття на озброєння Кріґсмаріне мінісубмарина «U-5090» увійшла до складу диверсійно-штурмове з'єднання «К». З 28 квітня 1945 року надмалий підводний човен «U-5090» доправляв різні припаси в обложений союзними військами Дюнкерк.

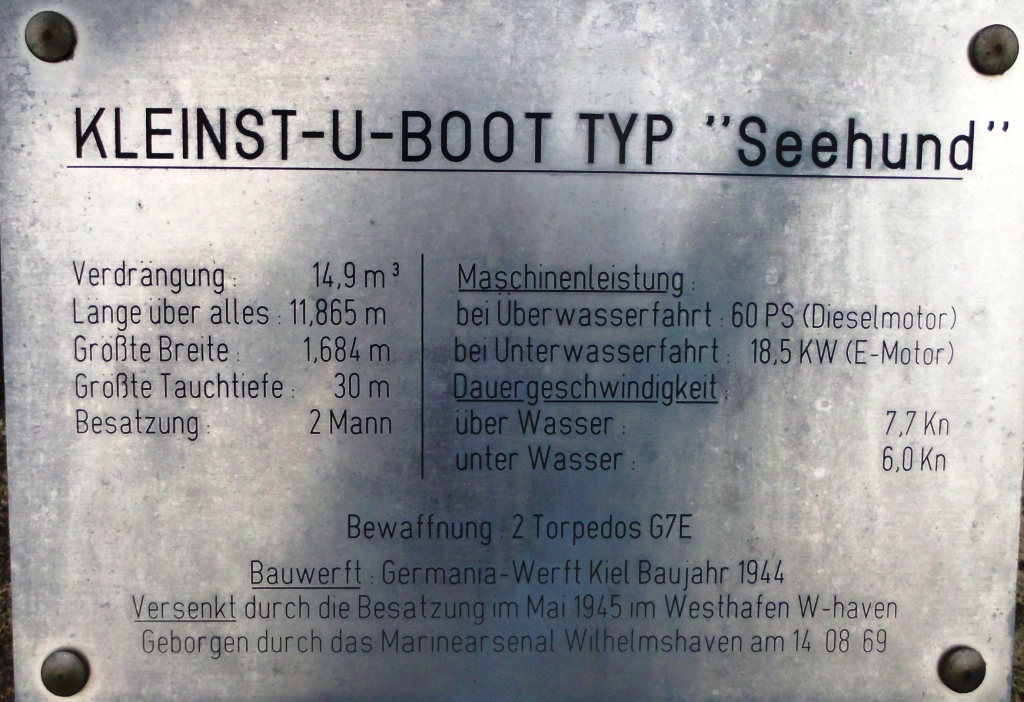

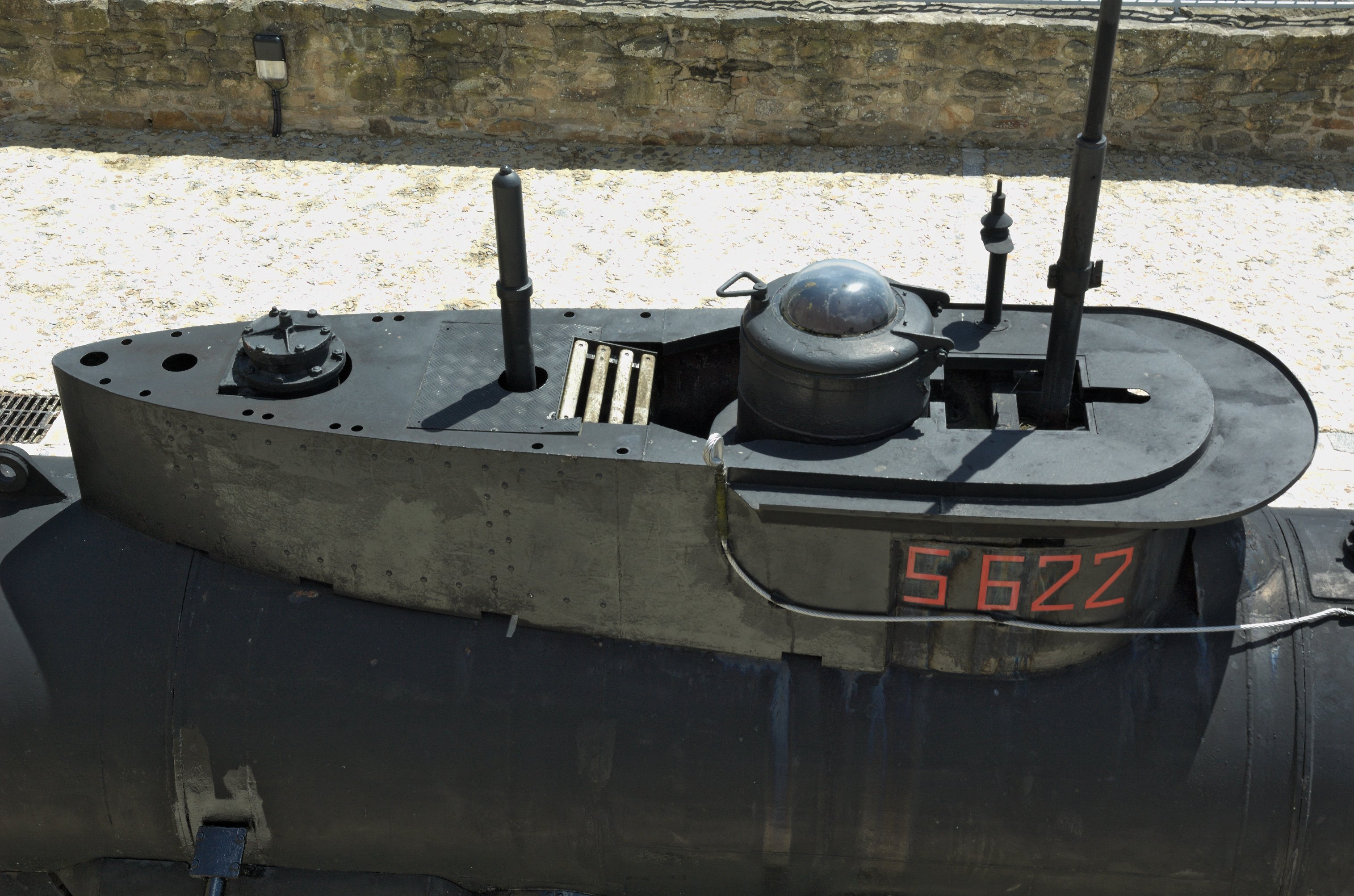
Рубка «S-622» у Національному морському музеї в Бресті Франція

У травні 1945 року захоплена французами в Дюнкерку. Після закінчення Другої світової війни взята на озброєння ВМС Франції, невеликого ремонту, під тактичним номером «S-90». У 1947 році мінісубмарина «S-90» була передислоковано в район військово-морської бази Тулон, та була перейменована у «S-622».
Надмалий підводний човен «S-622» перебував на озброєнні ВМС Франції до 1953 року. 
21 січня 1952 року надмалий підводний човен «S-622» затонув на рейді Тулона у результаті зіткнення. Був піднятий 21 січня 1952 року, відремонтований та знову введений до складу ВМС Франції.
У 1953 році командування ВМС Франції надало «S-622» у розпорядження Пентагону, для використання її у рамках програми з вивчення ступеня ефективності існуючої на той час системи забезпечення безпеки морських портів, військово-морських баз та пунктів базування ВМС на території США. Після прибуття в США мінісубмарини «S-622» базувалася на військово-морській базі Сан-Дієго в Каліфорнії. У США «S-622» зробила 30 виходів у море, пройшовши майже 700 миль. 
15 квітня 1954 року мінісубмарини «S-622» була завантажена у Норфолку на корабель «Антарес», 16 квітня 1954 року прибула в Тулон. 
У вересні 1954 року надмалий підводний човен «S-622» був виведені з першої лінії ВМС Франції та переведені у резерв, до складу спеціального резерву «Б». 
Надмалий підводний човен «S-622» був виставковим експонатам під час військово-морського салону 1955 року в Парижі.
1 серпня 1956 року мінісубмарина «S-622» була виведене зі складу ВМС Франції. 
Мінісубмарина «S-622» (U-5090) була експонатом музею База підводних човнів «Кероман» у Лор'яні, вона перебувала у розібраному вигляді, з трьох частин. 
З жовтня 1988 року по липень 1989 року малий підводний човен «S-622» був відновлений (тільки корпус) та переданий як експонат у Національному морському музеї міста Брест, де вона виставлена у Брестському замку. У 1998 році малий підводний човен було відремонтовано.

## Світлини

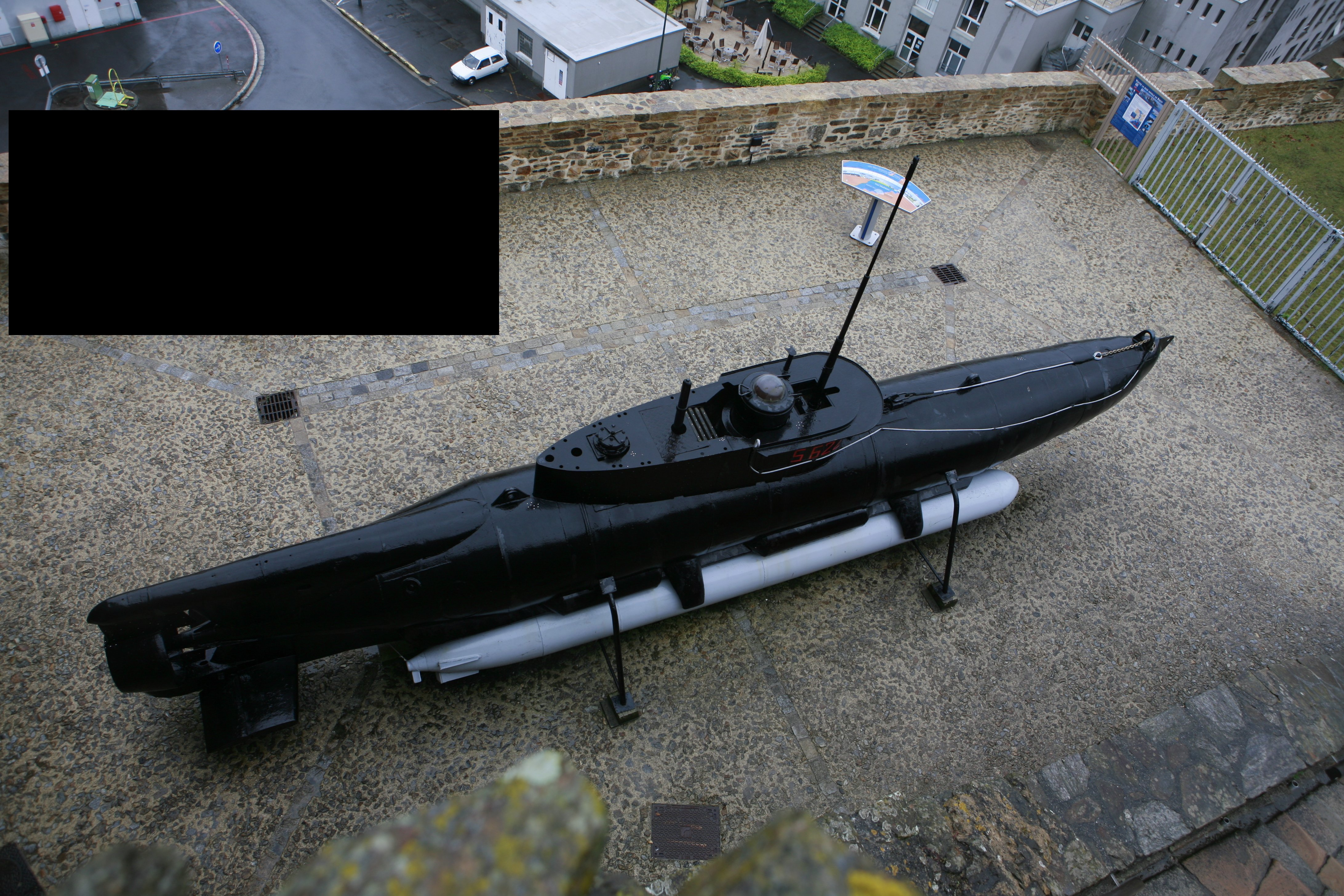
«S-622» у Національному морському музеї в Бресті Франція, вигляд зверху.
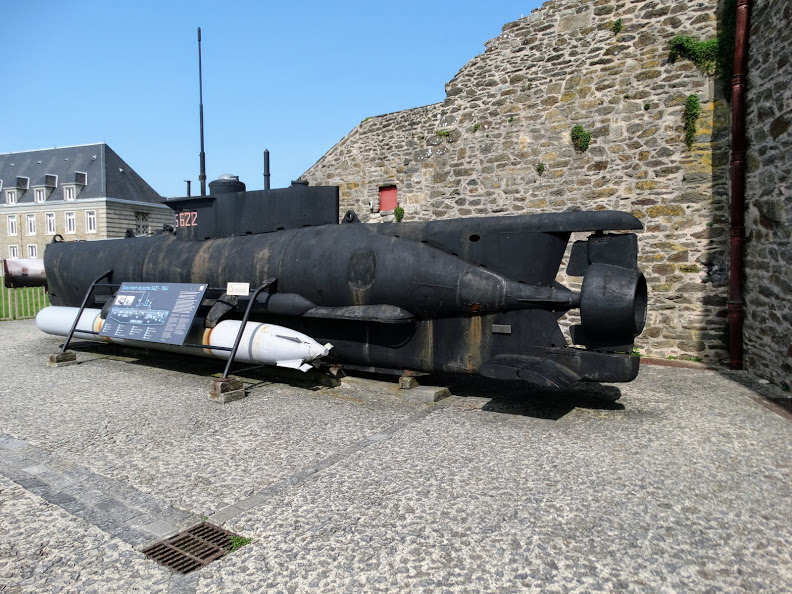
«S-622» у Національному морському музеї в Бресті Франція
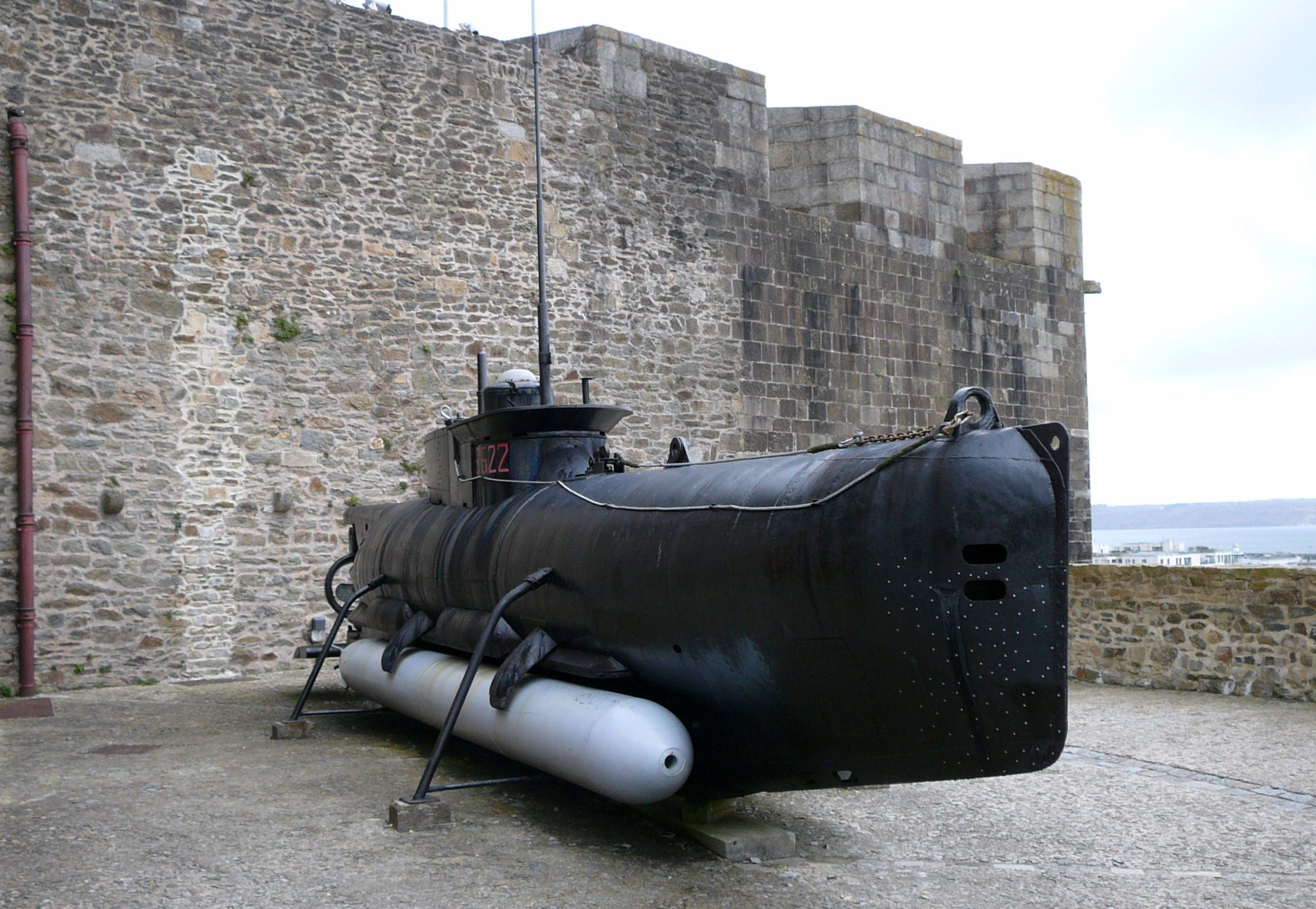
«S-622» у Національному морському музеї в Бресті Франція